# Hluboký pánevní zánět
Hluboký pánevní zánět (anglicky: Pelvic inflammatory disease, odtud zkratka PID) je obecný pojem pro zánět ženské dělohy, vejcovodů a/nebo vaječníků, zjednodušeně pro zánět ženských pohlavních orgánů nad úrovní děložního hrdla. Zánět se může šířit do okolní tkáně a orgánů. To může vést k nekróze tkáně a k tvorbě abscesů a hnisu. Tato nejvážnější forma zánětu ženského pohlavního ústrojí může být způsobena virovou, plísňovou, parazitární, avšak nejčastěji bakteriální, infekcí. Hluboký pánevní zánět je často spojován se sexuálně přenosnými infekcemi, neboť může být důsledkem těchto infekcí. Mezi projevy PID patří výtok s příměsí krve a bolest v podbřišku. Doprovodné symptomy mohou zahrnovat horečku, dysurii a únavu.
Klasifikuje se podle postižených orgánů, fáze infekce a organismu, který ji způsobil. Přestože jsou častou příčinou PID sexuálně přenosné infekce, existují i další možné příčiny, včetně lymfatických, šestinedělí, souvisejících s potratem či nitroděložním tělískem. Neléčení nemoci může mít vážné následky, včetně neplodnosti nebo poruch menstruačního cyklu.
Domácí léčení se nedoporučuje, pacientka musí být hospitalizována a doba léčení bývá od 3 do 4 dnů.